# Ventanilla única
En España la ventanilla única, constituye el agrupamiento -en una sola instancia u organismo- de todos los trámites diferentes que el ciudadano debe realizar ante la Administración pública con un fin particular. En el Reino Unido, recibe el nombre de One stop shop, aunque esta denominación se vinculaba en origen a los ayuntamientos o administraciones locales.
Las ventanillas únicas se crean para agilizar los pagos y los procedimientos oficiales en la consecución de permisos, acreditaciones, recursos, servicios o presentación de solicitudes, evitando que la ciudadanía sufra las consecuencias de la dispersión espacial impuesta por la estructura de las diferentes administraciones y el complejo organigrama de cada una de ellas.
El concepto "ventanilla única" hay que entenderlo desde el punto de vista del ciudadano, es decir como un punto en el que el ciudadano puede encontrar toda la información que necesita.

## Entidades locales
El ciudadano cuando se dirija a cualquier administración puede utilizar los registos de las Entidades Locales que hayan suscrito el oportuno convenio de colaboración (Convenio de Ventanilla Única).

## Ventanilla única virtual
Gracias a internet, el concepto de ventanilla única ha conocido un genuino desarrollo. Ha sido posible la creación de ventanillas únicas virtuales o electrónicas, que suministran al ciudadano toda la información que necesita y le evitan parcial o totalmente, incluso, la personación en el establecimiento oficial.
Pueden obtenerse en estas oficinas virtuales cuantos impresos se precisen para determinado fin. Cuando menos, pueden conseguirse los modelos, si tales impresos no pueden, directamente, ser rellenados o cumplimentados electrónicamente; en este último caso, se precisa de mecanismos de autenticación -firma digital, DNI electrónico, por ejemplo- y cifrado. La entidad pública encargada en España de la seguridad en los trámites con las Administraciones Públicas es la Fábrica Nacional de Moneda y Timbre (antigua Casa de la Moneda).
Las páginas web de las administraciones se han inspirado en su desarrollo en las de los negocios por internet y se han beneficiado de los recursos desarrollados para el e-comercio o comercio electrónico y la banca electrónica. A su vez, las administraciones se han provisto de mecanismos genuinos de autenticación, como el referido DNI electrónico o determinadas modalidades de la mencionada firma digital. La explotación de los recursos que internet proporciona por parte de los poderes públicos ha conducido a la acuñación del concepto de e-gobierno.

## Ventanilla empresarial
Las administraciones públicas españolas pensaron inicialmente en la creación de ventanillas únicas virtuales para impulsar la creación de empresas. Una prueba de ello es la mostrada en la página de "Ventanilla empresarial", que proporciona información pero no los trámites necesarios para la creación de empresas.
En cumplimiento de la "Directiva de Servicios" 2006/123/CE del Parlamento Europeo y del Consejo, se pone en marcha, en diciembre de 2009, la ventanilla española de la Directiva de Servicios "EUGO.es" Archivado el 8 de agosto de 2013 en Wayback Machine.. Esta ventanilla informa de los trámites necesarios para establecer un negocio de servicios o para prestarlo, en España, y de los derechos de los destinatarios. El emprendedor puede, a través de esta ventanilla, iniciar los trámites de forma telemática y a distancia y en concreto realizar la creación de una empresa de Sociedad Limitada de Nueva Empresa SLNE, de responsabilidad limitada SRL o como empresario individual.